# Geoffrey Kondogbia
Geoffrey Kondogbia (Nemours, 15 februari 1993) is een Frans-Centraal-Afrikaans voetballer die doorgaans als defensieve middenvelder speelt. Hij verruilde Atlético Madrid in juli 2023 voor Olympique Marseille. Kondogbia debuteerde in 2013 in het Frans voetbalelftal, maar ging in 2018 voor het Centraal-Afrikaans voetbalelftal spelen.

## Clubcarrière

### RC Lens
Kondogbia stroomde in 2010 door vanuit de jeugd van RC Lens, waar hij op 11 april van dat jaar een vierjarig contract tekende. Hij debuteerde op 21 november voor de club in de Ligue 1, tegen Lyon. Hij speelde dat jaar drie competitiewedstrijden. Lens degradeerde dat seizoen naar de Ligue 2, waarin Kondogbia gedurende 2011/12 vervolgens 32 van de 38 competitiewedstrijden speelde. Hij eindigde met zijn teamgenoten op de twaalfde plaats dat jaar.

### Sevilla
Kondogbia tekende op 24 juli 2012 een contract tot medio 2017 bij Sevilla, dat circa €4.000.000,- voor hem betaalde. In zijn eerste seizoen speelde hij 37 wedstrijden, waarvan 31 in de competitie. Sevilla eindigde het jaar als nummer negen in de Primera División

### AS Monaco
Kondogbia hield het bij dat ene seizoen en tekende in augustus 2013 een contract bij AS Monaco. Dat nam hem eenzijdig over door de gelimiteerde transfersom van €20.000.000,- in zijn contract te betalen. Hij werd in zijn eerste jaar met de club tweede en in het volgende derde in de Ligue 1.

### Internazionale
Kondogbia tekende in juni 2015 een contract tot medio 2020 bij Internazionale, de nummer acht van de Serie A in het voorgaande seizoen. Dat betaalde circa €35.000.000,- voor hem. Hier kreeg hij nooit een vaste basisplaats.

### Valencia
Internazionale verhuurde Kondogbia gedurende het seizoen 2017/18 aan Valencia, waarmee hij dat jaar vierde werd in de Primera División. De Spaanse club nam hem in mei 2018 definitief over van Internazionale. Dat ontving circa €25.000.000,- voor hem.

### Atlético Madrid
Kondogbia tekende in november 2020 een contract tot medio 2024 bij Atlético Madrid. Dankzij een speciale regel in La Liga kon hij na de transferdeadline worden aangetrokken. Volgens Spaanse media betaalden de Madrilenen bijna €15.000.000,- aan Valencia voor de diensten van de controlerende middenvelder. Kondogbia speelde in drie jaar tijd 73 wedstrijden in de Primera División voor Atlético, waaran 35 als invaller. Alleen in zijn tweede jaar bij de club had hij meer basisplaatsen dan reservebeurten.

### Olympique Marseille
Kondogbia verruilde Atlético Madrid in juli 2023 voor Olympique Marseille.

## Clubstatistieken
| Seizoen | Club                | Competitie       | Competitie | Competitie | Beker | Beker | Internationaal | Internationaal | Overig | Overig | Totaal | Totaal |
| Seizoen | Club                | Competitie       | Wed.       | Dlp.       | Wed.  | Dlp.  | Wed.           | Dlp.           | Wed.   | Dlp.   | Wed.   | Dlp.   |
| ------- | ------------------- | ---------------- | ---------- | ---------- | ----- | ----- | -------------- | -------------- | ------ | ------ | ------ | ------ |
| 2010/11 | RC Lens             | Ligue 1          | 3          | 0          | 0     | 0     | 0              | 0              | 0      | 0      | 3      | 0      |
| 2011/12 | RC Lens             | Ligue 2          | 32         | 1          | 4     | 0     | 0              | 0              | 0      | 0      | 36     | 1      |
| 2012/13 | Sevilla FC          | Primera División | 31         | 1          | 6     | 0     | 0              | 0              | 0      | 0      | 37     | 1      |
| 2013/14 | Sevilla FC          | Primera División | 2          | 0          | 0     | 0     | 1              | 0              | 0      | 0      | 3      | 0      |
| 2013/14 | AS Monaco           | Ligue 1          | 26         | 1          | 5     | 0     | 0              | 0              | 0      | 0      | 31     | 1      |
| 2014/15 | AS Monaco           | Ligue 1          | 23         | 1          | 2     | 0     | 8              | 1              | 0      | 0      | 33     | 2      |
| 2015/16 | Internazionale      | Serie A          | 26         | 1          | 4     | 0     | 0              | 0              | 0      | 0      | 30     | 1      |
| 2016/17 | Internazionale      | Serie A          | 24         | 1          | 2     | 0     | 0              | 0              | 0      | 0      | 26     | 1      |
| 2017/18 | Valencia FC         | Primera División | 31         | 4          | 5     | 0     | 0              | 0              | 0      | 0      | 36     | 4      |
| 2018/19 | Valencia FC         | Primera División | 19         | 1          | 3     | 0     | 7              | 0              | 0      | 0      | 29     | 1      |
| 2019/20 | Valencia FC         | Primera División | 27         | 1          | 1     | 0     | 5              | 1              | 1      | 0      | 34     | 2      |
| 2020/21 | Valencia FC         | Primera División | 5          | 0          | 0     | 0     | 0              | 0              | 0      | 0      | 5      | 0      |
| 2020/21 | Atlético Madrid     | Primera División | 25         | 0          | 2     | 0     | 0              | 0              | 0      | 0      | 27     | 0      |
| 2021/22 | Atlético Madrid     | Primera División | 28         | 1          | 1     | 0     | 9              | 0              | 1      | 0      | 39     | 1      |
| 2022/23 | Atlético Madrid     | Primera División | 20         | 0          | 4     | 0     | 3              | 0              | 0      | 0      | 27     | 0      |
| 2023/24 | Olympique Marseille | Ligue 1          | 0          | 0          | 0     | 0     | 0              | 0              | 0      | 0      | 0      | 0      |
| Totaal  | Totaal              | Totaal           | 322        | 13         | 39    | 0     | 33             | 2              | 2      | 0      | 396    | 15     |

## Interlandcarrière
Kondogbia speelde vijf wedstrijden voor Frankrijk –16, waarin hij eenmaal tot scoren kwam. Hij speelde zes wedstrijden voor Frankrijk –17. Voor Frankrijk –18 scoorde hij zeven keer in zestien wedstrijden. Tot oktober 2012 was hij actief in Frankrijk –19, waarvoor hij twaalf wedstrijden speelde en één doelpunt maakte. Op 13 november 2012 speelde hij met Frankrijk –20 een vriendschappelijke wedstrijd tegen Oekraïne –20. Frankrijk –20 won de wedstrijd met 2-1 na doelpunten van Jordan Veretout en Florian Thauvin. Kondogbia werd in de rust vervangen door Alassane Pléa. In 2013 won hij met Frankrijk –20 het WK –20 in Turkije.
Onder leiding van bondscoach Didier Deschamps maakte Kondogbia op woensdag 14 augustus 2013 zijn debuut in het Frans voetbalelftal, uit tegen België in Brussel (0-0). Hij werd in dat duel na 63 minuten vervangen door Étienne Capoue.
In oktober 2018 werd Kondogbia door bondscoach Raoul Savoy opgeroepen voor de Centraal-Afrikaanse Republiek. Een aantal maanden eerder werd hij al opgeroepen, maar toen kon hij zich niet aansluiten bij de selectie wegens een blessure. Ondanks het feit dat de geboren Fransman al 5 wedstrijden had gespeeld voor Frankrijk mocht hij overstappen naar zijn vaderland, omdat de 5 interlands die hij had gespeeld oefenwedstrijden waren.
Kondogbia werd bij zijn debuut meteen aangewezen als aanvoerder, voor twee Afrika Cup 2019-kwalificatiewedstrijden tegen Ivoorkust. In zijn debuutwedstrijd verloor de Centraal-Afrikaanse Republiek met 4-0, en in de tweede wedstrijd eindigde de wedstrijd in een doelloos gelijkspel. Zijn eerste goal kwam in een kwalificatiewedstrijd tegen Rwanda, waarmee hij in de laatste minuut de stand op 2-2 bepaalde.
| Interlands van Geoffrey Kondogbia voor Frankrijk | Interlands van Geoffrey Kondogbia voor Frankrijk | Interlands van Geoffrey Kondogbia voor Frankrijk | Interlands van Geoffrey Kondogbia voor Frankrijk | Interlands van Geoffrey Kondogbia voor Frankrijk | Interlands van Geoffrey Kondogbia voor Frankrijk |
| №                                                | Datum                                            | Wedstrijd                                        | Uitslag                                          | Competitie                                       | Goals                                            |
| Als speler van Sevilla                           | Als speler van Sevilla                           | Als speler van Sevilla                           | Als speler van Sevilla                           | Als speler van Sevilla                           | Als speler van Sevilla                           |
| ------------------------------------------------ | ------------------------------------------------ | ------------------------------------------------ | ------------------------------------------------ | ------------------------------------------------ | ------------------------------------------------ |
| 1                                                | 14 augustus 2013                                 | België – Frankrijk                               | 0 – 0                                            | Vriendschappelijk                                | 0                                                |
| Als speler van AS Monaco                         |                                                  |                                                  |                                                  |                                                  |                                                  |
| 2                                                | 26 maart 2015                                    | Albanië – Frankrijk                              | 1 – 3                                            | Vriendschappelijk                                | 0                                                |
| 3                                                | 29 maart 2015                                    | Frankrijk – Denemarken                           | 2 – 0                                            | Vriendschappelijk                                | 0                                                |
| 4                                                | 13 juni 2015                                     | Frankrijk – Albanië                              | 0 — 1                                            | Vriendschappelijk                                | 0                                                |
| Als speler van Inter                             |                                                  |                                                  |                                                  |                                                  |                                                  |
| 5                                                | 7 september 2015                                 | Frankrijk – Servië                               | 2 — 1                                            | Vriendschappelijk                                | 0                                                |

| Interlands van Geoffrey Kondogbia voor de Centraal-Afrikaanse Republiek | Interlands van Geoffrey Kondogbia voor de Centraal-Afrikaanse Republiek | Interlands van Geoffrey Kondogbia voor de Centraal-Afrikaanse Republiek | Interlands van Geoffrey Kondogbia voor de Centraal-Afrikaanse Republiek | Interlands van Geoffrey Kondogbia voor de Centraal-Afrikaanse Republiek | Interlands van Geoffrey Kondogbia voor de Centraal-Afrikaanse Republiek |
| №                                                                       | Datum                                                                   | Wedstrijd                                                               | Uitslag                                                                 | Competitie                                                              | Goals                                                                   |
| Als speler van Valencia                                                 | Als speler van Valencia                                                 | Als speler van Valencia                                                 | Als speler van Valencia                                                 | Als speler van Valencia                                                 | Als speler van Valencia                                                 |
| ----------------------------------------------------------------------- | ----------------------------------------------------------------------- | ----------------------------------------------------------------------- | ----------------------------------------------------------------------- | ----------------------------------------------------------------------- | ----------------------------------------------------------------------- |
| 1                                                                       | 12 oktober 2018                                                         | Ivoorkust – Centraal-Afrikaanse Republiek                               | 4 – 0                                                                   | Kwalificatie Afrika Cup                                                 | 0                                                                       |
| 2                                                                       | 16 oktober 2018                                                         | Centraal-Afrikaanse Republiek – Ivoorkust                               | 0 – 0                                                                   | Kwalificatie Afrika Cup                                                 | 0                                                                       |
| 3                                                                       | 18 november 2018                                                        | Centraal-Afrikaanse Republiek – Rwanda                                  | 2 – 2                                                                   | Kwalificatie Afrika Cup                                                 | 1                                                                       |

## Erelijst
| Competitie                           |            |            |            |            |
| Competitie                           | Aantal     | Jaren      |            |            |
| Sevilla FC                           | Sevilla FC | Sevilla FC | Sevilla FC | Sevilla FC |
| ------------------------------------ | ---------- | ---------- | ---------- | ---------- |
| UEFA Europa League                   | 1x         | 2013/14    |            |            |
| Valencia CF                          |            |            |            |            |
| Copa del Rey                         | 1x         | 2018/19    |            |            |
| Atlético Madrid                      |            |            |            |            |
| Primera División                     | 1x         | 2020/21    |            |            |
| Frankrijk –20                        |            |            |            |            |
| Wereldkampioenschap voetbal onder 20 | 1x         | 2013       |            |            |

## Trivia
Kondogbia heeft een oudere broer, Evans, die in 2007 prof werd en meervoudig international in het Centraal-Afrikaans voetbalelftal is.
1 Rulli ·
3 Merlin ·
5 Balerdi  ·
6 Garcia ·
7 Carboni ·
8 Maupay ·
9 Wahi ·
10 Greenwood ·
11 Harit ·
12 De Lange ·
13 Cornelius ·
14 Moumbagna ·
17 Rowe ·
18 Meïté ·
19 Kondogbia ·
20 Brassier ·
21 Rongier ·
22 Sternal ·
23 Højbjerg ·
24 Mughe ·
25 Rabiot ·
29 Lirola ·
34 Nadir ·
36 Blanco ·
37 Soglo ·
44 Henrique ·
48 Abdallah ·
51 Koné ·
62 Murillo ·
99 Mbemba ·
Coach: De Zerbi
· Assistent-coach: Abardonado